# Bijlmer Odyssee
Bijlmer Odyssee es un mediometraje de Países Bajos del año 2004. Escrito y dirigido por Urszula Antoniak, fue transmitido en Latinoamérica por la cadena I.Sat.

## Argumento
Bijlmer Odyssey es una comedia romántica sobre dos jóvenes amantes hechos uno para el otro. Perdidos y separados en un laberíntico complejo de rascacielos, se ven envueltos en cómicas aventuras y conocen extravagantes residentes, quienes terminan ayudándolos a encontrarse entre sí. Con un guiño a la Odisea de Homero, esta comedia de equívocos brinda un inusual vistazo del Bijlmer, un distrito en las afueras de Ámsterdam.

## Reparto
- Egbert Jan Weeber - Otis
- Katja Herbers - Penny
- Marco Bijsterbosch - Henk
- Dennis de Getrouwe - Winston
- Rajiv Girwar - Rajiv
- Ramdew Krishna - Ravi
- Joop Kasteel - Cycloop
- Gilles Biesheuvel - Louis